# Ranunculus fluitans
Il ranuncolo fluitante (nome scientifico Ranunculus fluitans Lam., 1779) è una pianta acquatica appartenente alla famiglia delle Ranunculaceae, comune nelle acque velocemente fluenti.

## Etimologia
Il nome generico (Ranunculus), passando per il latino, deriva dal greco Batrachion, e significa rana (è Plinio scrittore e naturalista latino, che c'informa di questa etimologia) in quanto molte specie di questo genere prediligono le zone umide, ombrose e paludose, habitat naturale degli anfibi. L'epiteto specifico (fluitans = galleggiante) derivato dal latino si riferisce al particolare habitus che presenta questa pianta nell'acqua.

Il binomio scientifico attualmente accettato (Ranunculus fluitans) è stato proposto dal naturalista, biologo e chimico francese Jean-Baptiste de Lamarck (1744 – 1829) in una pubblicazione del 1779.

## Descrizione

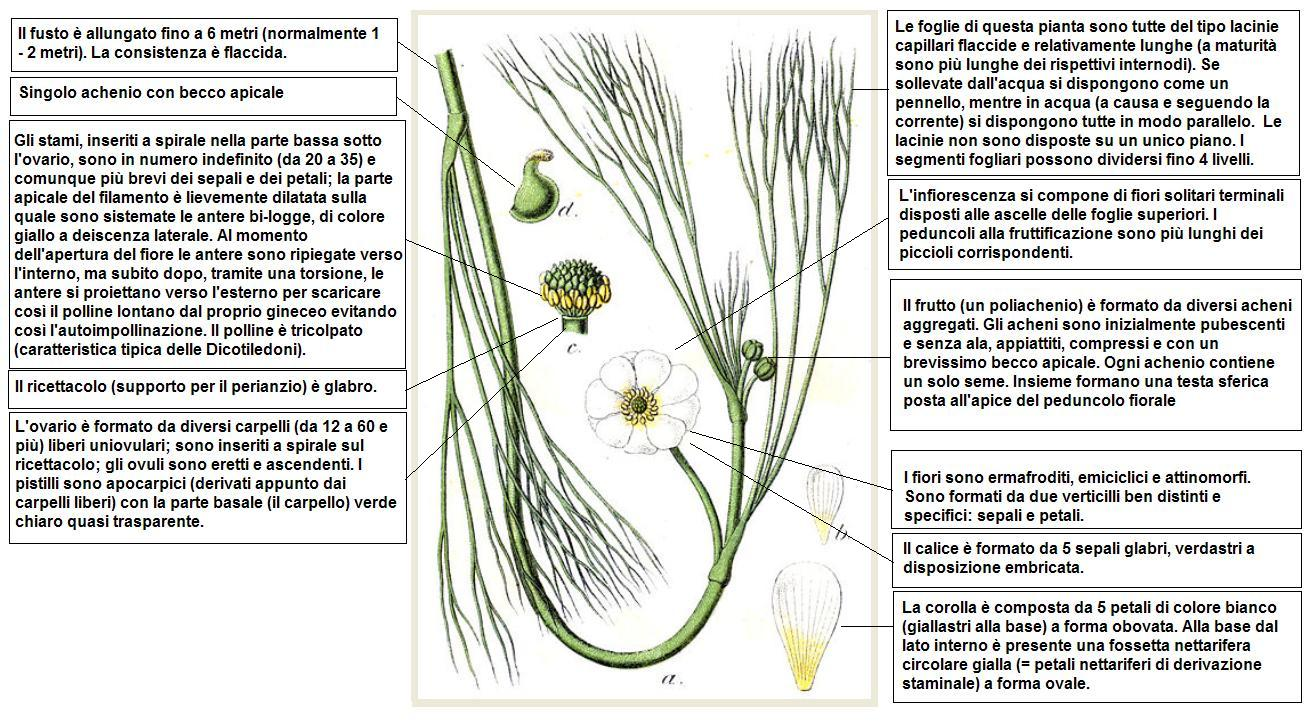
Descrizione delle parti della pianta

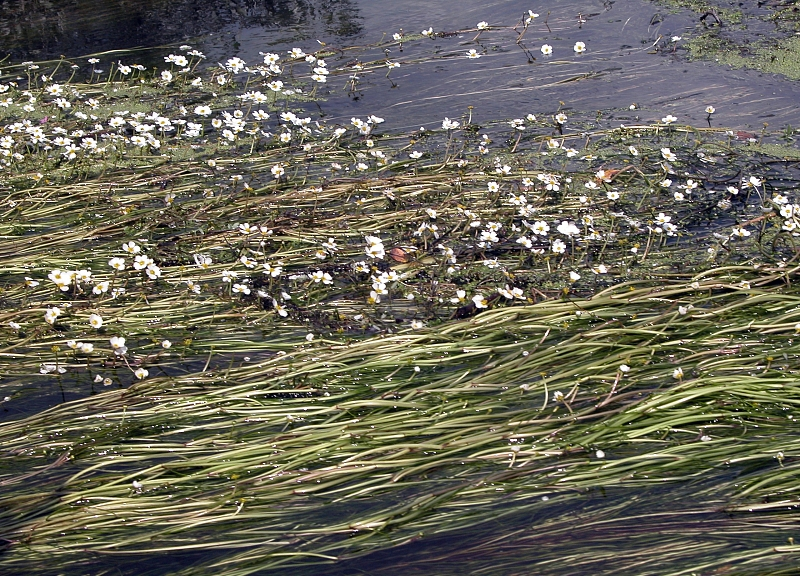
Il portamento

È una pianta erbacea palustre a portamento in parte sommerso. La lunghezza media varia da 1 a 60 dm. Da un punto di vista biologico è definita idrofita radicante (I rad), ossia è una pianta acquatica pianta perenne (o annuale) le cui gemme si trovano sommerse o natanti con un apparato radicale che le ancora al fondale. In certi casi queste piante possono essere definite anche terofite in quanto superano la stagione avversa sotto forma di seme. 

### Radici
Le radici sono immerse nel fondale.

### Fusto
Il fusto è allungato fino a 6 metri (normalmente 1 - 2 metri). La consistenza è flaccida. Lunghezza degli internodi: 35 cm.

### Foglie
Le foglie di questa pianta sono tutte del tipo lacinie capillari flaccide e relativamente lunghe (a maturità sono più lunghe dei rispettivi internodi). Se sollevate dall'acqua si dispongono come un pennello, mentre in acqua (a causa e seguendo la corrente) si dispongono tutte in modo parallelo. Le lacinie non sono disposte su un unico piano. I segmenti fogliari possono dividersi fino 4 livelli. Lunghezza del picciolo: 10 – 15 cm. Lunghezza delle lacinie: 2 – 5 cm.

### Infiorescenza
L'infiorescenza si compone di fiori solitari terminali disposti alle ascelle delle foglie superiori. I peduncoli alla fruttificazione sono più lunghi dei piccioli corrispondenti. Lunghezza dei peduncoli: 4 – 10 cm.

### Fiore

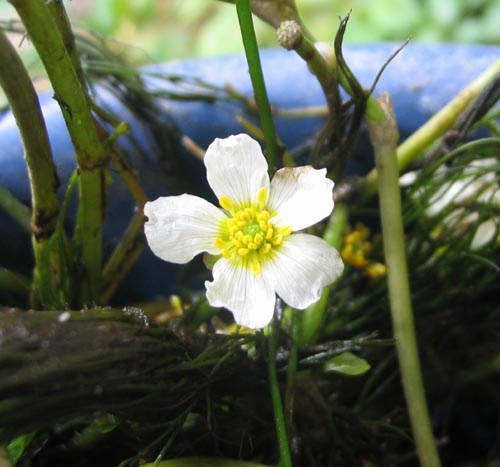
Il fiore

I fiori sono ermafroditi, emiciclici e attinomorfi. I fiori sono di tipo molto arcaico anche se il perianzio(o anche più esattamente il perigonio) di questo fiore è derivato dal perianzio di tipo diploclamidato (tipico dei fiori più evoluti), formato cioè da due verticilli ben distinti e specifici: sepali e petali. Il ricettacolo (supporto per il perianzio) è glabro. Diametro dei fiori: 15 – 25 mm.
- Formula fiorale: per queste piante viene indicata la seguente formula fiorale:

* K 5, C 5, A molti, G 1-molti (supero), achenio
- Calice: il calice è formato da 5 sepali glabri, verdastri a disposizione embricata. In realtà i sepali sono dei tepali sepaloidi[8].
- Corolla: la corolla è composta da 5 petali di colore bianco (giallastri alla base) a forma obovata. Alla base dal lato interno è presente una fossetta nettarifera circolare gialla (= petali nettariferi di derivazione staminale) a forma ovale. In effetti anche i petali della corolla non sono dei veri e propri petali: potrebbero essere definiti come elementi del perianzio a funzione vessillifera[9]. Dimensione dei petali: lunghezza 7 – 15 mm.
- Androceo: gli stami, inseriti a spirale nella parte bassa sotto l'ovario, sono in numero indefinito (da 20 a 35) e comunque più brevi dei sepali e dei petali; la parte apicale del filamento è lievemente dilatata sulla quale sono sistemate le antere bi-logge, di colore giallo a deiscenza laterale. Al momento dell'apertura del fiore le antere sono ripiegate verso l'interno, ma subito dopo, tramite una torsione, le antere si proiettano verso l'esterno per scaricare così il polline lontano dal proprio gineceo evitando così l'autoimpollinazione. Il polline è tricolpato (caratteristica tipica delle Dicotiledoni).
- Gineceo: l'ovario è formato da diversi carpelli (da 12 a 60 e più) liberi uniovulari; sono inseriti a spirale sul ricettacolo; gli ovuli sono eretti e ascendenti. I pistilli sono apocarpici (derivati appunto dai carpelli liberi) con la parte basale (il carpello) verde chiaro quasi trasparente.
- Fioritura: da maggio a giugno.

### Frutti
Il frutto (un poliachenio) è formato da diversi acheni aggregati. Gli acheni sono inizialmente pubescenti e senza ala, appiattiti, compressi e con un brevissimo becco apicale. Ogni achenio contiene un solo seme. Insieme formano una testa sferica posta all'apice del peduncolo fiorale. 

## Riproduzione
La riproduzione di questa pianta avviene per via sessuata grazie all'impollinazione degli insetti pronubi (soprattutto api) in quanto è una pianta provvista di nettare (impollinazione entomogama). La dispersione dei semi è soprattutto idrocoria.

## Distribuzione e habitat
- Geoelemento: il tipo corologico (area di origine) è Circumboreale.
- Distribuzione: in Italia questa pianta si trova comunemente al nord. È segnalata anche in Sardegna, Corsica e in Basilicata. Nelle Alpi si trova nelle seguenti province: BZ, SO, BG, BS e NO. All'estero, sempre nelle Alpi, si trova in Austria (länder: Tirolo Settentrionale e Austria Superiore), Germania (distretto: Oberbayern), Svizzera (cantone: Vallese), Francia (dipartimenti: Isère e Alpes-de-Haute-Provence). Su altri rilievi europei si trova nella: Foresta Nera, Massiccio del Giura, Massiccio Centrale, Pirenei e Carpazi.
- Habitat: l'habitat tipico sono i corsi d'acqua correnti-turbolenti e sempre a rapido corso. Il substrato preferito è sia calcareo che siliceo con pH neutro e terreno con medi valori nutrizionali e permanentemente bagnato (e sommerso).
- Distribuzione altitudinale: sui rilievi queste piante si possono trovare fino a 600 m s.l.m.; frequentano quindi il piano vegetazionale collinare.

### Fitosociologia
Dal punto di vista fitosociologico la specie di questa voce appartiene alla seguente comunità vegetale:
Formazione: delle comunità acquatiche natanti o sommerse
Classe: Potametea pectinati
Ordine: Potametalia pectinati
Alleanza: Batrachion fluitantis

## Tassonomia
Il genere Ranunculus è un gruppo molto numeroso di piante comprendente oltre 400 specie originarie delle zone temperate e fredde del globo, delle quali quasi un centinaio appartengono alla flora spontanea italiana. La famiglia delle Ranunculaceae invece comprende oltre 2500 specie distribuite su 58 generi. 

Le specie spontanee della nostra flora sono suddivise in tre sezioni (suddivisione a carattere pratico in uso presso gli orticoltori organizzata in base al colore della corolla): Xanthoranunculus – Batrachium – Leucoranunculus. La specie Ranunculus fluitans appartiene alla sezione di mezzo (Batrachium) caratterizzata dall'avere i peduncoli fruttiferi arcuati, acheni rugosi, piante sommerse con petali più o meno bianchi e fossetta nettarifera non squamata.

Un'altra suddivisione, che prende in considerazione caratteristiche morfologiche ed anatomiche più consistenti (ma fondamentalmente simili), è quella che divide il genere in due sottogeneri (o subgeneri), assegnando il Ranunculus fluitans al subgenere Batrachium, caratterizzato da piante con fusti molli (privi di tessuti di sostegno – a parte i peduncoli fiorali), peduncoli dell'infiorescenza ricurvi alla fruttificazione (l'altro subgenere Ranunculus è dedicato alle specie terrestri).

Il numero cromosomico di R. fluitans è: 2n = 16.

### Variabilità
L'ambiente acquatico condiziona morfologicamente la crescita di queste piante, si ha così una grande varietà fenotipica. La crescita in ambienti diversi (acque più o meno profonde, temperature diverse e altro) determinano delle condizioni morfologiche dipendenti dall'ambiente stesso per cui il riconoscimento della specie può risultare difficile. Di questa specie è descritta una varietà terrestre (su fanghi umidi) con ciclo biologico annuale la cui altezza è di 3 – 6 cm, le foglie sono lunghe 15 – 45 mm con segmenti leggermente spatolati.

#### Varietà
Nell'elenco che segue sono indicate alcune varietà e forme (alcuni botanici considerano queste entità sinonimi della specie principale): 
- Ranunculus fluitans subsp. flabellifolius (Rouy & Foucaud) P. Fourn. (1928)
- Ranunculus fluitans var. fluviatilis Dusén in Dusén (1897)
- Ranunculus fluitans forma minor Dusén in Dusén (1897)

### Ibridi
Del ranuncolo fluitante sono stati descritti alcuni ibridi:
- Ranunculus × kelchoensis S.D.Webster (1990) - Ibrido con Ranunculus peltatus Moench Methodus (Moench) (1794)
- Ranunculus × bachii Wirtgen (1845) – Ibrido con Ranunculus trichophyllus Chaix (1785)

### Sinonimi
Questa entità ha avuto nel tempo diverse nomenclature. L'elenco che segue indica alcuni tra i sinonimi più frequenti:
- Batrachium fluitans (Lam.) Wimm.
- Ranunculus fluviatilis Wiggers (1780)
- Ranunculus peucedanoides Desf. (1798)

### Specie simili
Nella flora alpina si possono indicare cinque specie di ranuncolo acquatico (oltre a quello di questa voce), tra le più comuni, abbastanza simili tra di loro:
- Ranunculus aquatilis L. (1753) - Ranuncolo acquatico: in Italia è il più comune dei ranuncoli acquatici.
- Ranunculus circinatus Sibth. (1794) - Ranuncolo circinato: è una pianta abbastanza comune; il fusto ha un portamento reptante ed è radicante ai nodi.
- Ranunculus peltatus Schrank (1789) - Ranuncolo peltato: vive nelle Alpi orientali, probabilmente è presente in Carnia (ma anche sul versante tirrenico della Penisola); si distingue per i fusti tubilosi.
- Ranunculus penicillatus (Dumort.) Bab. (1874) - Ranuncolo pennello: si trova nelle Alpi centrali; spesso è privo di foglie laminate, mentre quelle capillari sono molto lunghe (fino a 20 cm).
- Ranunculus trichophyllus Chaix (1785) - Ranuncolo a foglie capillari: è comune su tutte le Alpi; è completamente privo di foglie a lamina; le lacinie sono rigide e divergenti.

## Usi

### Farmacia
Queste piante contengono l'anemonina; una sostanza particolarmente tossica per animali e uomini. Infatti gli erbivori brucano le foglie di queste piante con molta difficoltà e solamente dopo una buona essiccazione (erba affienata) che fa evaporare le sostanze più pericolose. Anche le api evitano di bottinare il nettare dei ranuncoli. Sulla pelle umana queste piante possono creare delle vesciche (dermatite); mentre sulla bocca possono provocare intenso dolore e bruciore alle mucose.